# Docalidia triquetra
Docalidia triquetra är en insektsart som beskrevs av Nielson 1986. Docalidia triquetra ingår i släktet Docalidia och familjen dvärgstritar. Inga underarter finns listade i Catalogue of Life.